# Фил Лайнът
Фил Лайнът (на английски: Phil Lynott) е ирландски музикант.
Той е роден на 20 август 1949 година в Уест Бромич, Англия, но израства в Дъблин.
От средата на 1960-те години свири в разни местни групи, като Скид Роу. През 1969 година основава групата „Тин Лизи“, с която има най-голям успех. От края на 1970-те издава и солови албуми, публикува 2 стихосбирки, а след разпадането на „Тин Лизи“ създава групата „Гранд Слем“.
Фил Лайнът умира в Солсбъри, Англия на 4 януари 1986 година.